# Заготовочний стан
Загото́вочний стан, також заготівковий стан — прокатний стан, на якому блюми або зливки прокатують в заготівки квадратного або круглого перетину, що їх обробляють далі на спеціалізованих станах — сортових, трубних та інших. Розрізняють заготовочні стани: безперервні, лінійні й з послідовним розташуванням клітей.

## Історія
За радянською історієграфією, перший радянський безперервний заготовочний стан 630 побудував завод «Червоне Сормово» у 1933—1934 роках. Перший безперервний заготовочний стан у СРСР було встановлено на Магнітогорському металургійному заводі у 1933 році. Згодом було встановлено ще 2 таких стани — на Макіївському й Магнітогорському заводах.
У 1958 році у Кривому Розі закінчено і введено в експлуатацію найбільший у світі сутуночно-заготовочний стан безперервної дії, який забезпечував заготівками 5 станів «Криворіжсталі» і низку інших підприємств України.

## Опис
До найпоширеніших належать безперервні заготовочні стани, встановлювані безпосередньо за блюмінгами. На таких заготовочних станах одержують квадратні, пласкі і круглі заготовки. Продуктивність станів може сягати 5 млн т (1979) заготовок на рік. Всі технологічні операції безперервних заготовочних станів механізовані й автоматизовані. Лінійні заготовочні стани застосовують головним чином для прокатки заготовок з високоякісних сталей. Заготовочні стани з послідовним розташуванням клітей застосовують для прокатки круглих трубних заготовок. Діаметр валків заготовочних станів 400—950 мм, швидкість прокатки до 7 м/с.

## Виноски
1. ↑   Заготовочний стан. // Українська радянська енциклопедія : у 12 т. / гол. ред. М. П. Бажан ; редкол.: О. К. Антонов та ін. — 2-ге вид. — К. : Головна редакція УРЕ, 1974–1985.
2. ↑   Заготовочний // Словник української мови : в 11 т. — Київ : Наукова думка, 1970—1980.
3. ↑   И. Бардин. Металлургия СССР. — М., 1958. — С. 22. (рос.)
4. ↑   Автоматизация и механизация производственных процессов в машиностроении. — М.: Машиностроение. — 1967. — С. 150. (рос.)
5. ↑   Архітектура України на новому етапі: 1954—1964 рр. — К.: Будівельник, 1964—147 стор. — 101.